# Gran Cleveland
El área metropolitana de Cleveland, Gran Cleveland o área estadística metropolitana de Cleveland-Elyria-Mentor, OH MSA, como la denomina oficialmente la Oficina de Administración y Presupuesto, es un área estadística metropolitana centrada en la ciudad de Cleveland, en el estado estadounidense Ohio. Tiene una población de 2.077.240 habitantes según el censo de 2010, convirtiéndola en la 28.º área metropolitana más poblada de los Estados Unidos.

## Composición
Los 5 condados del estado de Ohio que componen el área metropolitana, junto con su población según los resultados del censo 2010:
- Cuyahoga – 1.280.122 habitantes
- Geauga – 93.389 habitantes
- Lake – 230.041 habitantes
- Lorain – 301.356 habitantes
- Medina – 172.332 habitantes;

## Área estadística metropolitana combinada
El área metropolitana de Cleveland es parte del área estadística metropolitana combinada de Cleveland-Akron-Elyria, OH CSA junto con:
- El área estadística metropolitana de Akron, OH MSA, que abarca los condados de Portage y Summit ; y
- El área estadística micropolitana de Ashtabula, OH µSA, que abarca el condado de Ashtabula;

totalizando 2.881.937 habitantes en un área de 16.250 km².

## Principales comunidades del área metropolitana
Ciudades principales o núcleo
- Cleveland
- Elyria
- Mentor